# Sport-Verein Werder von 1899 1963-1964
Questa voce raccoglie le informazioni riguardanti lo Sport-Verein Werder von 1899 nelle competizioni ufficiali della stagione 1963-1964.

## Stagione
Nella stagione 1963-1964 il Werder Brema, allenato da Willy Multhaup, concluse il campionato di Bundesliga al 10º posto. In Coppa di Germania il Werder Brema fu eliminato al primo turno dallo Schalke 04.

## Rosa
| N. |                     | Ruolo | Calciatore          |
| -- | ------------------- | ----- | ------------------- |
|    | Germania (bandiera) | P     | Günter Bernard      |
|    | Serbia (bandiera)   | P     | Dragomir Ilic       |
|    | Germania (bandiera) | P     | Klaus Lambertz      |
|    | Germania (bandiera) | D     | Wolfgang Bordel     |
|    | Germania (bandiera) | D     | Helmut Jagielski    |
|    | Germania (bandiera) | D     | Walter Nachtwey     |
|    | Germania (bandiera) | D     | Sepp Piontek        |
|    | Germania (bandiera) | D     | Wolfgang Schwierzke |
|    | Germania (bandiera) | C     | Diethelm Ferner     |
|    | Germania (bandiera) | C     | Max Lorenz          |

| N. |                     | Ruolo | Calciatore        |
| -- | ------------------- | ----- | ----------------- |
|    | Germania (bandiera) | C     | Helmut Schimeczek |
|    | Germania (bandiera) | C     | Arnold Schütz     |
|    | Germania (bandiera) | C     | Willi Soya        |
|    | Germania (bandiera) | A     | Horst Dudjahn     |
|    | Germania (bandiera) | A     | Klaus Hänel       |
|    | Germania (bandiera) | A     | Erwin Jung        |
|    | Germania (bandiera) | A     | Theo Klöckner     |
|    | Germania (bandiera) | A     | Dieter Meyer      |
|    | Germania (bandiera) | A     | Dieter Thun       |
|    | Germania (bandiera) | A     | Gerhard Zebrowski |

## Organigramma societario
Area tecnica
- Allenatore: Willy Multhaup
- Allenatore in seconda:
- Preparatore dei portieri:
- Preparatori atletici:

## Calciomercato

### Sessione estiva
| Acquisti | Acquisti            | Acquisti           | Acquisti |
| R.       | Nome                | da                 | Modalità |
| -------- | ------------------- | ------------------ | -------- |
| P        | Günter Bernard      | Schweinfurt 05     |          |
| C        | Diethelm Ferner     | Bottrop            |          |
| A        | Theo Klöckner       | Schwarz-Weiß Essen |          |
| D        | Wolfgang Schwierzke | Saarbrücken        |          |

| Cessioni | Cessioni       | Cessioni    | Cessioni |
| R.       | Nome           | a           | Modalità |
| -------- | -------------- | ----------- | -------- |
| A        | Willi Schröder | Bremerhaven |          |

## Risultati

### Bundesliga

#### Girone di andata
| Arbitro: | Ott |

|                                  |           |                   |
| Soya 34’ Schütz 46’ Klöckner 50’ | Marcatori | 1’, 90’ Konietzka |

| Arbitro: | Mathieu |

|                                   |           |  |
| Müller 41’ Morlock 45’ Strehl 74’ | Marcatori |  |

| Arbitro: | Baumgärtel |

|                        |           |                       |
| Meyer 2’ Zebrowski 63’ | Marcatori | 10’ Wanner 11’ Höller |

| Arbitro: | Kreitlein |

|                                |           |  |
| Reitgassl 27’, 84’ Richter 63’ | Marcatori |  |

| Arbitro: | Fritz |

|            |           |              |
| Schütz 80’ | Marcatori | 15’ Versteeg |

| Arbitro: | Deuschel |

|                                  |           |                                      |
| Schäfer 66’, 77’ Müller 74’, 79’ | Marcatori | 19’ Klöckner 59’ Meyer 84’ Zebrowski |

| Arbitro: | Sturm |

|                                    |           |                       |
| Zebrowski 10’ Schütz 14’, 47’, 79’ | Marcatori | 25’ Dörfel 55’ Seeler |

| Arbitro: | Pooch |

|             |           |            |
| Wuttich 31’ | Marcatori | 44’ Schütz |

| Arbitro: | Tschenscher |

|                    |           |                            |
| Matischak 20’, 54’ | Marcatori | 31’, 87’ Ferner 79’ Schütz |

| Arbitro: | Thier |

|                                  |           |                             |
| Hänel 22’ Schimmöller 76’ (aut.) | Marcatori | 64’ Klimaschefski 85’ Beyer |

| Arbitro: | Schörnich |

|                                      |           |           |
| Meyer 5’, 44’, 78’ Schütz 48’ (rig.) | Marcatori | 19’ Stein |

| Arbitro: | Malka |

|         |           |               |
| Wild 9’ | Marcatori | 55’ Zebrowski |

| Arbitro: | Niemeyer |

|  |           |                                   |
|  | Marcatori | 12’, 85’ Krafczyk 52’ Schönwälder |

| Arbitro: | Kreitlein |

|            |           |                                    |
| Rummel 67’ | Marcatori | 23’ Ferner 28’ Meyer 90’ Zebrowski |

| Arbitro: | Baumgärtel |

|                                  |           |                  |
| Meyer 44’, 86’ Thun 57’ Soya 64’ | Marcatori | 26’ Brunnenmeier |

#### Girone di ritorno
| Arbitro: | Riegg |

|                                    |           |                                           |
| Brungs 14’, 19’ Konietzka 16’, 35’ | Marcatori | 63’ Hänel 75’ Zebrowski 84’ (rig.) Schütz |

| Arbitro: | Treichel |

|                   |           |          |
| Thun 1’ Hänel 67’ | Marcatori | 14’ Wild |

| Arbitro: | Spinnler |

|                         |           |  |
| Höller 13’ Zipperer 71’ | Marcatori |  |

| Arbitro: | Wieser |

|                        |           |  |
| Schimeczek 8’ Thun 73’ | Marcatori |  |

| Arbitro: | Ott |

|                   |           |  |
| Nolden 70’ (rig.) | Marcatori |  |

| Arbitro: | Kreitlein |

|                   |           |          |
| Schütz 45’ (rig.) | Marcatori | 68’ Pott |

| Arbitro: | Pooch |

|           |           |          |
| Seeler 2’ | Marcatori | 13’ Jung |

| Arbitro: | Schörnich |

|                                 |           |                           |
| Zebrowski 68’ Schütz 85’ (rig.) | Marcatori | 8’, 14’ Schrader 80’ Dulz |

| Arbitro: | Tschenscher |

|               |           |  |
| Zebrowski 28’ | Marcatori |  |

| Arbitro: | Kreitlein |

|                                                    |           |                        |
| Borchert 8’, 44’, 62’ Faeder 48’ Klimaschefski 49’ | Marcatori | 11’ Klöckner 74’ Hänel |

| Arbitro: | Thier |

|                                                     |           |  |
| Huberts 4’, 55’, 86’ (rig.), 87’ Stein 8’, 54’, 66’ | Marcatori |  |

| Brema 11 aprile 1964, ore 17:00 CET 27ª giornata | Werder Brema | 0 – 0 referto | Karlsruhe | Weserstadion (12 000 spett.)\| Arbitro: \| Treichel \| |
| Arbitro:                                         | Treichel     |               |           |                                                        |

| Arbitro: | Fischer |

|                                            |           |               |
| Hesse 43’ (rig.) Steinmann 78’ Reuther 85’ | Marcatori | 73’, 87’ Soya |

| Arbitro: | Handwerker |

|                                         |           |                              |
| Meyer 7’ Soya 22’ Klöckner 72’ Thun 90’ | Marcatori | 12’ Pohlschmidt 73’ Bockisch |

| Arbitro: | Fork |

|                                         |           |               |
| Luttrop 4’ Brunnenmeier 56’, 79’ (rig.) | Marcatori | 45’, 77’ Thun |

### Coppa di Germania
| Arbitro: | Tremmel |

|  |           |                        |
|  | Marcatori | 63’ Berz 81’ Matischak |

## Statistiche

### Statistiche di squadra
| Competizione      | Punti | In casa | In casa | In casa | In casa | In casa | In casa | In trasferta | In trasferta | In trasferta | In trasferta | In trasferta | In trasferta | Totale | Totale | Totale | Totale | Totale | Totale | DR  |
| Competizione      | Punti | G       | V       | N       | P       | Gf      | Gs      | G            | V            | N            | P            | Gf           | Gs           | G      | V      | N      | P      | Gf     | Gs     | DR  |
| ----------------- | ----- | ------- | ------- | ------- | ------- | ------- | ------- | ------------ | ------------ | ------------ | ------------ | ------------ | ------------ | ------ | ------ | ------ | ------ | ------ | ------ | --- |
| Bundesliga        | 28    | 15      | 8       | 5       | 2       | 32      | 21      | 15           | 2            | 3            | 10           | 21           | 41           | 30     | 10     | 8      | 12     | 53     | 62     | -9  |
| Coppa di Germania | -     | 1       | 0       | 0       | 1       | 0       | 2       | 0            | 0            | 0            | 0            | 0            | 0            | 1      | 0      | 0      | 1      | 0      | 2      | -2  |
| Totale            | 28    | 16      | 8       | 5       | 3       | 32      | 23      | 15           | 2            | 3            | 10           | 21           | 41           | 31     | 10     | 8      | 13     | 53     | 64     | -11 |

### Andamento in campionato
| Giornata  | 1 | 2 | 3 | 4  | 5  | 6  | 7  | 8  | 9 | 10 | 11 | 12 | 13 | 14 | 15 | 16 | 17 | 18 | 19 | 20 | 21 | 22 | 23 | 24 | 25 | 26 | 27 | 28 | 29 | 30 |
| --------- | - | - | - | -- | -- | -- | -- | -- | - | -- | -- | -- | -- | -- | -- | -- | -- | -- | -- | -- | -- | -- | -- | -- | -- | -- | -- | -- | -- | -- |
| Luogo     | C | T | C | T  | C  | T  | C  | T  | T | C  | C  | T  | C  | T  | C  | T  | C  | T  | C  | T  | C  | T  | C  | C  | T  | T  | C  | T  | C  | T  |
| Risultato | V | P | N | P  | N  | P  | V  | N  | V | N  | V  | N  | P  | V  | V  | P  | V  | P  | V  | P  | N  | N  | P  | V  | P  | P  | N  | P  | V  | P  |
| Posizione | 3 | 9 | 9 | 13 | 13 | 12 | 12 | 12 | 9 | 10 | 9  | 7  | 9  | 8  | 6  | 7  | 7  | 7  | 7  | 7  | 8  | 8  | 8  | 8  | 9  | 10 | 9  | 9  | 9  | 10 |

Legenda:

Luogo: C = Casa; T = Trasferta. Risultato: V = Vittoria; N = Pareggio; P = Sconfitta.

### Statistiche dei giocatori
| Giocatore     | Bundesliga | Bundesliga | Bundesliga  | Bundesliga | Coppa di Germania | Coppa di Germania | Coppa di Germania | Coppa di Germania | Totale   | Totale | Totale      | Totale     |
| Giocatore     | Presenze   | Reti       | Ammonizioni | Espulsioni | Presenze          | Reti              | Ammonizioni       | Espulsioni        | Presenze | Reti   | Ammonizioni | Espulsioni |
| ------------- | ---------- | ---------- | ----------- | ---------- | ----------------- | ----------------- | ----------------- | ----------------- | -------- | ------ | ----------- | ---------- |
| G. Bernard    | 15         | 0          | 0           | 0          | 1                 | 0                 | 0                 | 0                 | 16       | 0      | 0           | 0          |
| W. Bordel     | 9          | 0          | 0           | 0          | 1                 | 0                 | 0                 | 0                 | 10       | 0      | 0           | 0          |
| H. Dudjahn    | 0          | 0          | 0           | 0          | 0                 | 0                 | 0                 | 0                 | 0        | 0      | 0           | 0          |
| D. Ferner     | 24         | 3          | 0           | 0          | 1                 | 0                 | 0                 | 0                 | 25       | 3      | 0           | 0          |
| K. Hänel      | 17         | 4          | 0           | 0          | 1                 | 0                 | 0                 | 0                 | 18       | 4      | 0           | 0          |
| D. Ilic       | 4          | 0          | 0           | 0          | 0                 | 0                 | 0                 | 0                 | 4        | 0      | 0           | 0          |
| H. Jagielski  | 23         | 0          | 0           | 0          | 0                 | 0                 | 0                 | 0                 | 23       | 0      | 0           | 0          |
| E. Jung       | 5          | 1          | 0           | 0          | 0                 | 0                 | 0                 | 0                 | 5        | 1      | 0           | 0          |
| T. Klöckner   | 14         | 4          | 0           | 0          | 1                 | 0                 | 0                 | 0                 | 15       | 4      | 0           | 0          |
| K. Lambertz   | 11         | 0          | 0           | 0          | 0                 | 0                 | 0                 | 0                 | 11       | 0      | 0           | 0          |
| M. Lorenz     | 30         | 0          | 0           | 0          | 1                 | 0                 | 0                 | 0                 | 31       | 0      | 0           | 0          |
| D. Meyer      | 15         | 9          | 0           | 0          | 1                 | 0                 | 0                 | 0                 | 16       | 9      | 0           | 0          |
| W. Nachtwey   | 6          | 0          | 0           | 0          | 1                 | 0                 | 0                 | 0                 | 7        | 0      | 0           | 0          |
| S. Piontek    | 30         | 0          | 0           | 0          | 1                 | 0                 | 0                 | 0                 | 31       | 0      | 0           | 0          |
| H. Schimeczek | 20         | 1          | 0           | 0          | 0                 | 0                 | 0                 | 0                 | 20       | 1      | 0           | 0          |
| W. Schwierzke | 3          | 0          | 0           | 0          | 0                 | 0                 | 0                 | 0                 | 3        | 0      | 0           | 0          |
| A. Schütz     | 30         | 11         | 0           | 0          | 1                 | 0                 | 0                 | 0                 | 31       | 11     | 0           | 0          |
| W. Soya       | 25         | 5          | 0           | 0          | 0                 | 0                 | 0                 | 0                 | 25       | 5      | 0           | 0          |
| D. Thun       | 22         | 6          | 0           | 0          | 0                 | 0                 | 0                 | 0                 | 22       | 6      | 0           | 0          |
| G. Zebrowski  | 27         | 8          | 0           | 0          | 1                 | 0                 | 0                 | 0                 | 28       | 8      | 0           | 0          |